# Alexander Hickethier
Albert Alexander Hickethier (* im 19. Jahrhundert; † im 19. Jahrhundert) war ein deutscher Politiker.

## Leben
Hickethier war der Sohn des Försters Christoph Hickethier in Löhma. Er heiratete am 6. Februar 1837 in Ruppersdorf Christiane Sophie Gahn, die Tochter des Gastwirts Johann Adam Gahn in Ruppersdorf.
Hickethier war seit 1837 begüterter Einwohner in Ruppersdorf.
Er war vom 5. September bis zum 21. Dezember 1849 als Stellvertreter von Ferdinand Horn Mitglied im Landtag Reuß jüngerer Linie.